# (8311) Zhangdaning
(8311) Zhangdaning (1996 TV1) – planetoida z grupy pasa głównego asteroid okrążająca Słońce w ciągu 3,5 lat w średniej odległości 2,3 au. Odkryta 3 października 1996 roku.